# Lycée Xavier-Marmier
Le Lycée Xavier-Marmier est un établissement scolaire situé à Pontarlier dans le Doubs. Il est nommé d'après l'homme de lettres Xavier Marmier natif de la ville. Le lycée est notamment connu pour sa section sport-études.

## Historique
Le Lycée a été inauguré le 1er mai 1965.

## Enseignement

### Enseignement général
Le lycée abrite des élèves qui préparent le baccalauréat général (S, ES, L).
Il prépare aussi aux formations professionnelles CAP employé de vente spécialisé, au Baccalauréat Professionnel commerce, et au Baccalauréat Professionnel Gestion Administration.
Il se distingue notamment par l'enseignement de la langue italienne, en plus de l'anglais, l'allemand et l'espagnol, ainsi que du latin.
Le lycée propose également les sections suivantes : Section européenne, Section Sport, Section Arts.

### Enseignement post-bac
Le lycée prépare également à certaines formations de l'Enseignement supérieur : BTS Comptabilité et Gestion, BTS Commerce International, BTS Management Commercial Opérationnel, ainsi que la mention complémentaire Animation - Gestion de projets dans le secteur sportif.

### Section sport-étude
La section sportive scolaire (anciennement section sport-étude) combine études classiques et sport de haut niveau (football, ski nordique de fond). La section sportive ski nordique a vu passer dans ses rangs de nombreux champions, notamment les champions olympiques Florence Baverel, Vincent Defrasne et Anaïs Bescond.

## Classement du lycée
En 2018, le lycée se classe 12e au niveau départemental quant à la qualité d'enseignement, et 1609e sur 2277 au niveau national, Il propose la/les section(s) : Section européenne, Section Sport, Section Arts. Le classement s'établit sur trois critères : le taux de réussite au bac, la proportion d'élèves de première qui obtient le baccalauréat en ayant fait les deux dernières années de leur scolarité dans l'établissement, et la valeur ajoutée (calculée à partir de l'origine sociale des élèves, de leur âge et de leurs résultats au diplôme national du brevet).

## Anciens élèves
- Célia Aymonier, fondeuse et biathlète [5]
- Florence Baverel-Robert,  biathlète, championne olympique (2006) [8]
- Anaïs Bescond, biathlète, championne olympique (2018) [5],[8]
- Marion Blondeau, biathlète [9]
- Ferréol Cannard, biathlète, médaillé aux Jeux olympiques (2006) [5]
- Caroline Colombo, biathlète [5]
- Vincent Defrasne, biathlète, champion olympique (2006) [5],[8]
- Anouk Faivre-Picon, fondeuse [5]
- Emmanuel Guigon, critique d'art, conservateur de musée [10]
- Lou Jeanmonnot, biathlète  [11]
- Alexis Jeannerod, fondeur [5]
- Sébastien Lacroix, coureur du combiné nordique [12]
- Alexandre Rousselet, fondeur [12]